# Mines de fer du Canigou
Le massif du Canigou possède d'importants gisements de fer. Les diverses mines de fer du Canigou ont été exploitées du début de l'ère chrétienne jusqu'à la fin du XXe siècle. Les plus importantes ont été les mines de Batère.
Une partie des mines et des installations de transport de minerai sont inscrites au titre des monuments historiques en décembre 2015.

## Sources et références